# Šola za rezervne sanitetne častnike Jugoslovanske ljudske armade
Šola za rezervne sanitetne častnike je bila ena izmed vojaško-sanitetnih šol Jugoslovanske ljudske armade.
V šolo so lahko vstopili kandidati s končano srednjo medicinsko šolo oz. študentje 3. letnika medicine, stomatologije ali farmacije. Šolanje je trajalo eno leto, od tega šest mesecev kot praksa v enotah. Po končanem šolanju so kandidati prejeli čin sanitetnega vodnika in po prvi mobilizaciji na vaje JLA pa čin sanitetnega podporočnika.